# Lacertilis
|  | «Llangardaix» redirigeix aquí. Vegeu-ne altres significats a «Constel·lació del Llangardaix». |

Els lacertilis (Lacertilia) són un subordre de sauròpsids (rèptils) de l'orde dels escatosos. Inclou les diverses espècies anomenades popularment en català llangardaixos o fardatxos i sargantanes (especialment de les famílies dels agàmids, annièl·lids, cordílids, iguànids i lacèrtids) com ara el llangardaix pirinenc (Lacerta agilis), el llangardaix ocel·lat (Lacerta lepida) i el lluert (Lacerta viridis).
Normalment tenen quatre potes, obertures externes d'oïdes i parpelles mòbils. El rang de longituds van d'uns pocs centímetres d'alguns Gekkonidae del Carib fins als prop de 3 metres del dragó de Komodo.
Algunes espècies de fardatxos anomenats serps de cristall o vidriols no tenen potes funcionals, a pesar de tindre vestigis de l'estructura de l'esquelet de les potes. Es distingixen de les verdaderes serps per la presència d'orelles i parpelles.
Alguns fardatxos poden canviar de color en resposta al seu entorn o en moments de perill. L'exemple més típic és el camaleó, però també poden succeir canvis de color més subtils en altres espècies de fardatxos.
Els fardatxos s'alimenten generalment d'insectes o rosegadors. Unes poques espècies són omnívores i també poden menjar plantes. Només un gènere és verinós: Heloderma, que inclou les espècies Heloderma suspectum (monstre de Gila) i Heloderma horridum. Aquestes espècies habiten en l'oest de Mèxic i sud de Texas, i posseïxen dos glàndules verinoses en la mandíbula.
La majoria dels fardatxos ponen ous, encara que unes poques espècies són capaces de donar a llum directament.
Els fardatxos de la família Scincomorpha, sovint tenen colors brillants i iridescents que pareixen humits. Però com la resta dels fardatxos, tenen la pell seca, preferint generalment evitar l'aigua (encara que tots els fardatxos poden nadar si és necessari).

## Taxonomia
- Subordre Lacertilia
  - †Família Bavarisauridae
  - †Família Eichstaettisauridae
  - Infraordre Iguania
    - †Família Arretosauridae
    - †Família Euposauridae
    - Família Corytophanidae
    - Família Iguanidae
    - Família Phrynosomatidae
    - Família Polychrotidae
      - Família Leiosauridae

    - Família Tropiduridae
      - Família Liolaemidae
      - Família Leiocephalidae

    - Família Crotaphytidae
    - Família Opluridae
    - Família Hoplocercidae
    - †Família Priscagamidae
    - †Família Isodontosauridae
    - Família Agamidae
    - Família Chamaeleonidae: Brookesia micra

  - Infraordre Gekkota
    - Família Gekkonidae
    - Família Pygopodidae
    - Família Dibamidae

  - Infraordre Scincomorpha
    - †Família Paramacellodidae
    - †Família Slavoiidae
    - Família Scincidae
    - Família Cordylidae
    - Família Gerrhosauridae
    - Família Xantusiidae
    - Família Lacertidae
    - †Família Mongolochamopidae
    - †Família Adamisauridae
    - Família Teiidae
    - Família Gymnophthalmidae

  - Infraordre Diploglossa
    - Família Anguidae
    - Família Anniellidae
    - Família Xenosauridae

  - Infraordre Platynota
    - Família Varanidae
    - Família Lanthanotidae
    - Família Helodermatidae
    - †Família Mosasauridae